# Wang Zhenyi
Wang Zhenyi (chino simplificado: 王贞仪; chino tradicional: 王貞儀; pinyin: Wáng Zhēnyí) (1768 - 1797) fue una famosa científica de la dinastía Qing. Rompió muchas de las tradiciones feudales de su tiempo que obstaculizaban los derechos de las mujeres formándose a sí misma en áreas como la astronomía, la matemática, la geografía y la medicina. Fue conocida por sus contribuciones a la astronomía, la matemática y la poesía y erudita aclamada como “una mujer extraordinaria de la China del siglo XVIII”.

## Biografía

### Infancia y familia
El hogar ancestral de Zhenyi fue la provincia de Anhui pero la familia de su abuelo paterno se trasladó a Jiangning, conocida en la actualidad como Nankín. Wang Zhenyi adoraba leer cuando era niña y era muy inteligente.
Su familia estaba compuesta por su padre, su abuelo y su abuela. Su abuelo Wang Zhefu (王者辅) había sido gobernador del condado de Fengchen y del distrito de Xuanhua. Éste gozaba de un amplio y hondo intelecto con un profundo amor por la lectura y disponía de una colección de más de setenta y cinco estanterías. El padre de Zhenyi, Wan Xichen, no superó los exámenes imperiales y en su lugar estudió ciencia médica, recopiló sus hallazgos en una colección de cuatro volúmenes llamada Yifang yanchao (Colección de prescripciones médicas). El nombre de soltera de su abuela fue Dong. Su abuelo fue su primer profesor de astronomía, su abuela fue su profesora de poesía y su padre le enseñó medicina, geografía y matemática.
Wang Zhefu falleció en 1782 y la familia viajó a Jiling (cerca de la Gran Muralla china) para su funeral. Se quedaron en la región durante varios años, gracias a lo cuand Zhenyi alcanzó grandes conocimientos al leer la colección de libros de su abuelo mientras aprendía también habilidades ecuestres, arquería y artes marciales gracias a la mujer de un general mongol llamado Aa.
A los dieciséis años, Wang Zhenyi viajó hacia el sur del río Yangtze con su padre hasta que ella volvió a la capital. Pudo ver lugares como Shaanxi, Hubei y Guangdong, ampliando sus horizontes y enriqueciendo sus experiencias. Cuando alcanzó los dieciocho años, trabó amistad con eruditas en Jiangning gracias a su poesía y comenzó a enfocarse en sus estudios de astronomía y matemática, la mayoría de ellos alcanzados de manera autodidacta. A la edad de veinticinco se casó con Zhan Mei de Xuancheng en la provincia de Anhui. Tras su matrimonio, alcanzó mayor fama por su poesía y por sus conocimientos en matemática y astronomía que incluso llegar a enseñar a estudiantes masculinos. Wang Zhenyi murió a la edad de veintinueve años sin dejar descendencia.

## Logros académicos
Aunque solamente vivió hasta los veintinueve, Wang Zhenyi alcanzó muchos logros en el mundo académico. Destacó en astronomía y matemática. Una de sus contribuciones fue la de lograr describir su visión de los fenómenos celestes en su artículo Sobre la procesión de los equinoccios. Fue capaz de explicar y probar con sencillez como se mueven los equinoccios y a como calcular su movimiento. Escribió varios artículos tales como Sobre la longitud y las estrellas así como Sobre la explicación de los eclipses lunares. Realizó observaciones sobre el número de estrellas, la rotación del sol, la luna y de los planetas Venus, Júpiter, Marte, Mercurio y Saturno; así como una descripción de la relación entre los eclipses de sol y luna. No solo estudió las investigaciones de otros astrónomos sino que fue capaz de realizar sus propias investigaciones. En su corta vida escribió doce libros sobre astronomía y matemática.
Estudió los eclipses lunares, utilizando modelos construidos en el jardín de su casa. Uno de sus experimentos para estudiar el eclipse lunar consistió en colocar una mesa redonda en el jardín, haciendo las veces de globo terráqueo; sostuvo una lámpara de cristal con una cuerda de las vigas del techo, representando el sol. Entonces, en el otro lado de la mesa, colocó un espejo a modo de luna. Movió los tres objetos como si fueran el sol, la tierra y la luna de acuerdo con los principios astronómicos. Sus hallazgos y observaciones fueron muy acertadas y recogidas en el artículo La explicación del eclipse solar. Su explicación del fenómeno, dada en el artículo Sobre la explicación de los eclipses lunares, es también bastante acertada. Finalmente, en el libro Sobre la forma de bola de la Tierra explicó por qué la gente no se caía de la Tierra esférica, entre otros temas.
En el reino de la matemática, Zhenyi dominaba la trigonometría y conocía el teorema de Pitágoras. Escribió un artículo llamado "La explicación del teorema de Pitágoras y la trigonometría", donde describió el triángulo y la relación entre el cateto más corto de un triángulo rectángulo, el cateto más largo y la hipotenusa del triángulo de una manera completamente acertada.
Admiraba al matemático Mei Wending (1633-1721).  que fue famoso en los primeros tiempos de la Dinastía Qing y escribió el libro Principios del cálculo. Wang Zhenyi se convirtió en una experta en este libro, incluso llegó a reescribirlo con un lenguaje más sencillo y lo hizo accesible a los demás bajo el título Las bases del cálculo. Logró incluso simplificar las multiplicaciones y las divisiones para hacer el aprendizaje de matemáticas algo más sencillo a los principiantes. Estuvo muy dedicada a sus estudios de matemática y escribió el libro Los simples principios del cálculo con tan solo veinticuatro años. Sus estudios no fueron fáciles como expresó diciendo “Había momentos en los que tenía que dejar mi pluma y suspirar. Pero me encanta la materia, no abandono”.

## Poesía
Sus viajes así como sus investigaciones académicas le dieron numerosas ideas y materiales para su poesía. Dejó una importante huella gracias a su literatura compuesta por trece volúmenes de Ci (poesía), prosa y prefacios y postdatas escritos en otras obras. Yuan Mei, el famoso erudito de la Dinastía Qing, afirmó sobre su poesía que “tenía el sabor de una gran pluma, no el de una poetisa”. La poesía de Zhenyi era conocida por su ausencia de floridas palabras, muy comunes en los textos femeninos. Su poesía incluía su interpretación de los clásicos, de la historia y de sus experiencias durante sus viajes, así como escenas de las vidas de los plebeyos que conoció.

## Legado
Wang Zhenyi creía en la igualdad y en la igualdad de oportunidades entre hombres y mujeres. Escribió en uno de sus poemas:
Está hecho para creer,
Que las Mujeres son igual que los Hombres;
No estás convencido,
de que las hijas también pueden ser heroínas?
Fue muy feliz en su matrimonio y creía que los valores feudales eran inapropiados “cuando hablando sobre investigación y ciencia, la gente no piensa en mujeres”, dijo que “las mujeres no deberían solo cocinar y coser, y que ellas no deberían ser estorbadas cuando escriben artículos para su publicación, estudian historia, componen poesía o hacen caligrafía”. [Hombres y mujeres] “son todos personas que tienen las mismas razones para estudiar”.

## Reconocimientos
En 2004 la UAI (Unión Astronómica Internacional) nombró un cráter de Venus en su honor.